# Dakowy Mokre
Dakowy Mokre – wieś w Polsce, położona w województwie wielkopolskim, powiecie nowotomyskim w gminie Opalenica, 6 km na południowy wschód od Opalenicy, 10 km na południe od Buku.

## Nazwa
Nazwa wsi ewaluowała stopniowo od czasu jej powstania. W XIV wieku znana była pod nazwą Dakowo. Jan Nepomucen Bobrowicz w swojej książce pod tytułem "Opisanie historyczno-statystyczne Wielkiego Księztwa Poznańskiego" (wyd. 1846) pisze "Dakowy mokre".

## Historia
Pierwsza wzmianka o wsi pochodzi z 1399 r. Wieś należała kolejno do rodów Dakowskich, Chociszewskich, Niegolewskich, Raczyńskich, a następnie do Bolesława Potockiego (1870 r.). Po ślubie Felicji z Potockich z Maciejem Mielżyńskim dwór przeszedł w ręce rodziny Mielżyńskich z Iwna, a od 1932 r. do Anieli z Mielżyńskich Ostrowskiej.
W okresie Wielkiego Księstwa Poznańskiego (1815-1848) Dakowy Mokre należały do wsi większych w ówczesnym powiecie bukowskim, który dzielił się na cztery okręgi (bukowski, grodziski, lutomyślski oraz lwowkowski). Dakowy Mokre należały do okręgu bukowskiego i stanowiły część majątku Wojnowice, którego właścicielem był wówczas Edmund Raczyński. Według spisu urzędowego z 1837 roku wieś liczyła 518 mieszkańców i 46 dymów (domostw).
W latach 1954–1959 wieś należała i była siedzibą władz gromady Dakowy Mokre, po jej zniesieniu w gromadzie Opalenica-Wschód. W latach 1975–1998 miejscowość administracyjnie należała do województwa poznańskiego.

## Zabytki
- Kościół w stylu neorenesansowym z 1904 r., trzeci już z kolei powstały w tym miejscu. Pierwszy budynek, jeszcze o konstrukcji drewnianej wzniósł ówczesny właściciel Opalenicy, Tycz Bar w roku 1401. Kościół drewniany przetrwał do XVI wieku, kiedy to konstrukcja drewniana została rozebrana i w 1504 r. wybudowano kościół murowany w stylu gotyckim. Inicjatorem budowy była Małgorzata Chociszewska. Kościół pod wezwaniem św. Katarzyny konsekrował w 1640 biskup poznański Jakub Dziaduski. Obecny kościół wzniesiony został w latach 1901-1904 pod kierownictwem Heliodora Matejki
- Dwór neoklasycystyczny z parkiem
- Pozostałości grodziska pierścieniowatego z VII-IX w. w odległości około 1 km na północ od wsi. Należało ono do tzw. kompleksu poznańskiego – pasa grodów rozciągających się od Poznania na zachód aż po rzekę Mogilnicę i na północ aż po zakręt Warty. Grodzisko jest poważnie zniszczone - zachowała się jedynie niewielka część wału we wschodniej części grodu w pierwotnej wysokości około 3 m, a także środkowa i zewnętrzna część wału w zachodniej partii grodu, ale do wysokości jedynie około 80 cm. We wnętrzu widoczne są ślady licznych wkopów. Na zewnątrz widoczna jest fosa, szerokości obecnie około 3 m, ale bardzo płytka. Gród w Dakowych Mokrych funkcjonował w VII/VIII-IX w ., a po jego opuszczeniu wykorzystany był ponownie w XI w. przez krótkotrwałe osadnictwo.

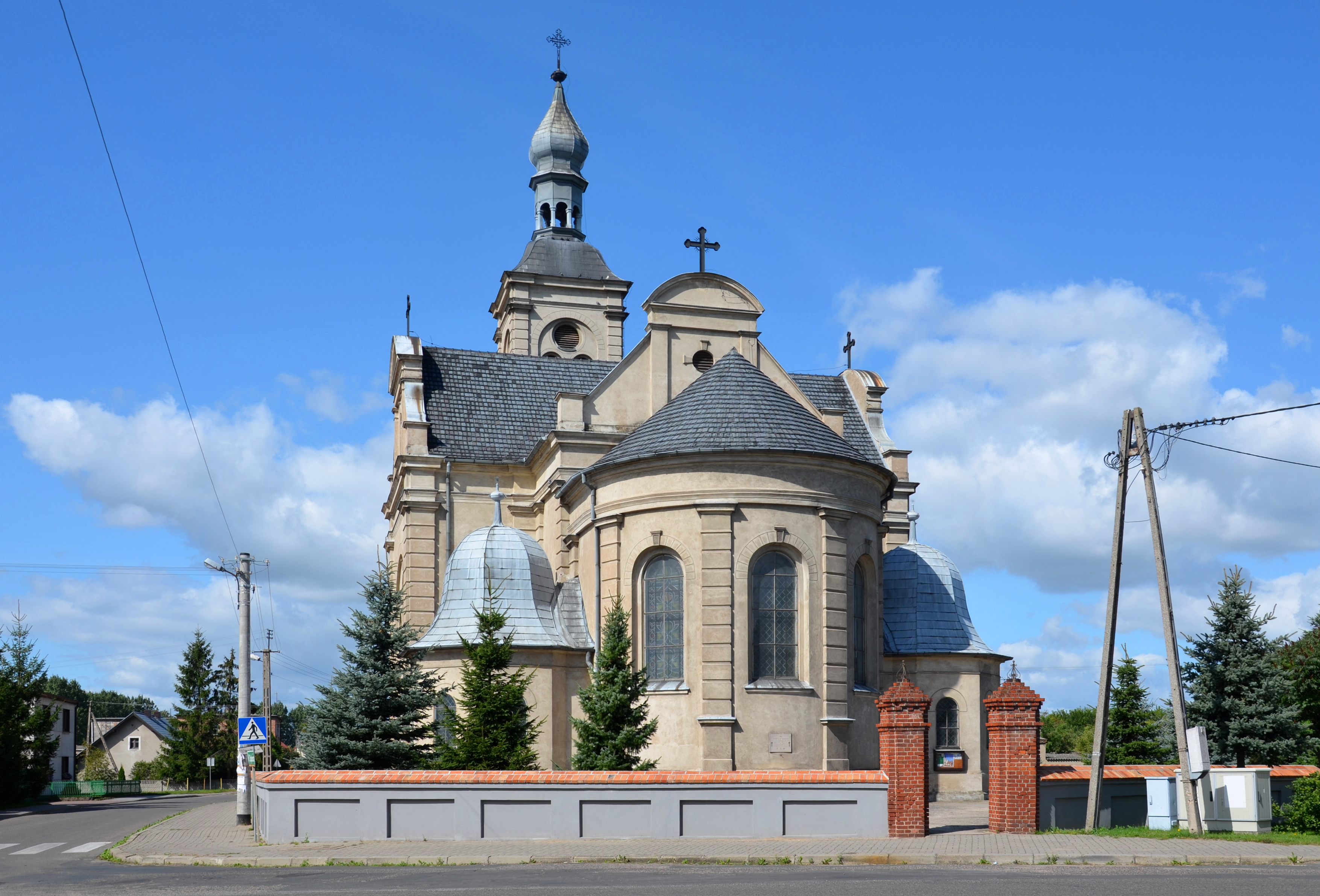
Kościół św. Katarzyny